# السكاكرة
قرية السكاكرة هي إحدى القرى التابعة لمركز ههيا في محافظة الشرقية في جمهورية مصر العربية. حسب إحصاءات سنة 2006، بلغ إجمالي السكان في السكاكرة 4472 نسمة، منهم 2315 رجل و2157 امرأة.